# Epidemia de dengue de 2019-2020 en Ecuador
La epidemia de dengue en Ecuador inició en 2019, en dicho año se registró 2 muertos y 8.446 casos confirmados y para el siguiente año tenía registrado 3490 casos confirmados.

## Cronología

### Marzo de 2019
El 13 de marzo de 2019 se reportó que las Islas Galápagos son una región vulnerable al brote de dengue, las islas ya había sufrido brotes en 2010 y 2014.

### Enero de 2020
El 8 de enero de 2020 a raíz del anuncio de aumento de dengue dado por la Organización Panamericana de la Salud, el gobierno decidió idear un plan de fumigación nacional.

### Febrero de 2020
El 22 de febrero el gobierno dio inicio a una fumigación adicional en Guayaquil, se reportó la expansión del dengue en la sierra ecuatoriana.

### Marzo de 2020
El 19 de marzo en las ciudades de Guayaquil, Durán y Samborondón agrupados en la Zona 8 se reportó 1.000 casos confirmados de dengue.
El 28 de marzo se reportó 5000 casos de dengue en Guayas, provincia al suroeste del país.